# Tyśmienica (Fluss)
Die Tyśmienica ist ein rechter Zufluss des Wieprz in der Woiwodschaft Lublin in Polen.

## Geografie
Der Fluss entspringt im See Jezioro Krszczeń im Süden von Ostrów Lubelski, verläuft zunächst in nordnordwestlicher bis nordwestlicher Richtung und biegt südlich von Radzyń Podlaski nach Südwesten ab. Auf seinem 75 km langen Lauf nimmt er die rechten Zuflüsse Piwonia und Bystrzyca sowie die linken Zuflüsse Piskornica und Wieprzyska auf. Das Einzugsgebiet wird mit  2.689 km² angegeben, das Gefälle mit 27 Metern, der mittlere Abfluss in Tchórzew mit 8,31 m³/s.